# Mistrzostwa Świata w Lekkoatletyce 1987 – bieg na 110 m przez płotki mężczyzn

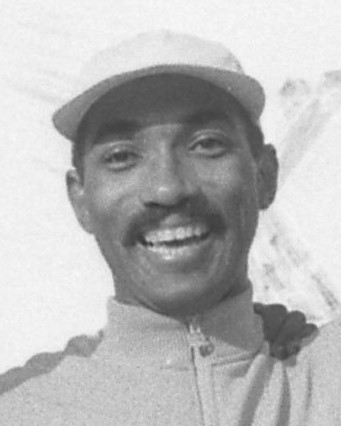
Mistrz świata Greg Foster

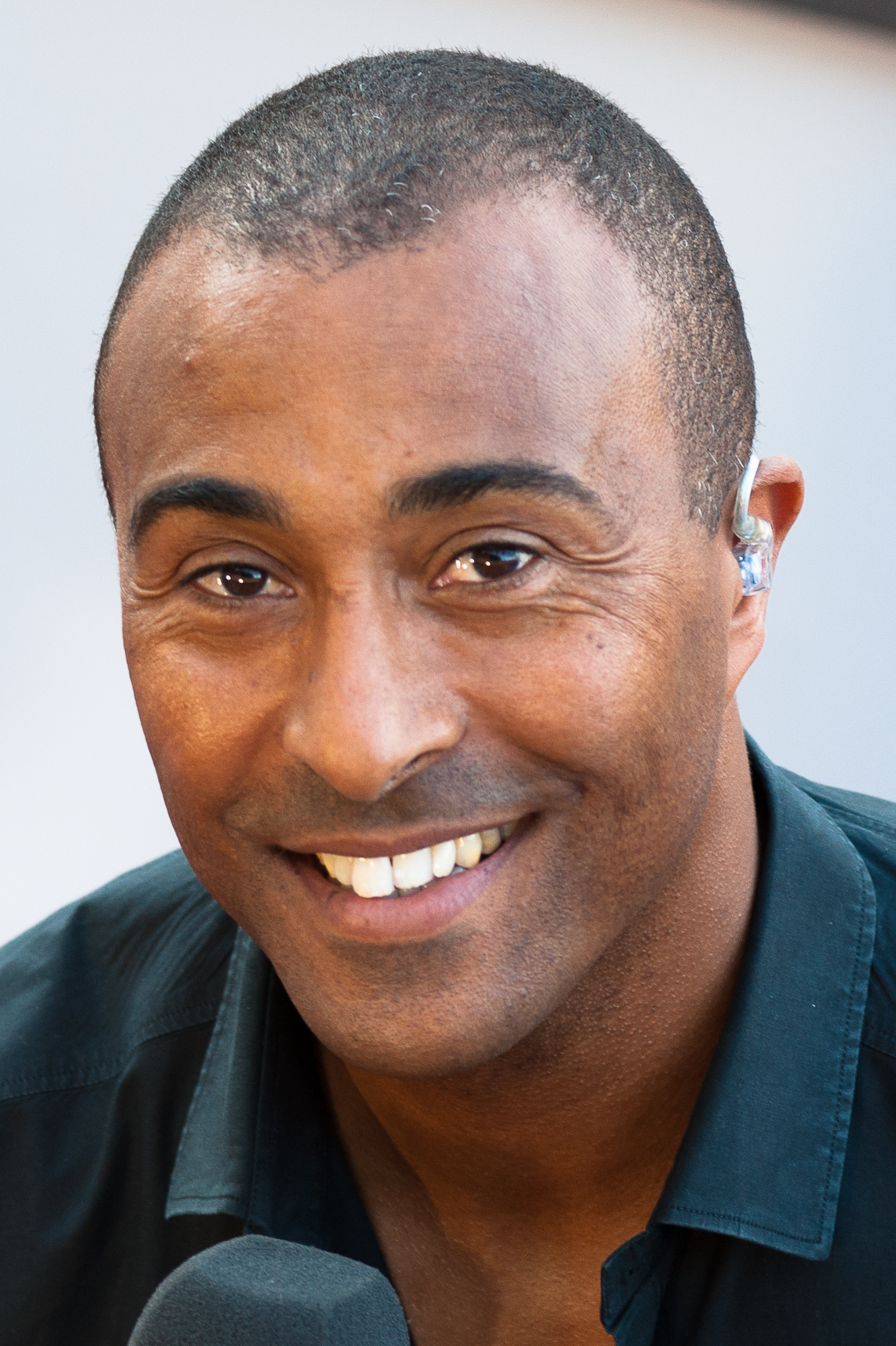
Brązowy medalista Colin Jackson

Bieg na 110 metrów przez płotki mężczyzn – jedna z konkurencji biegowych rozgrywanych podczas lekkoatletycznych mistrzostw świata w 1987 na Stadionie Olimpijskim w Rzymie.
Zwycięzcą został Greg Foster ze Stanów Zjednoczonych, który tym samym obronił tytuł zdobyty na  poprzednich mistrzostwach.

## Terminarz
| Data       |            |
| ---------- | ---------- |
| 1 września | Eliminacje |
| 1 września | Półfinały  |
| 3 września | Finał      |

## Rekordy
|                          | Zawodnik         | Wynik | Miejsce  | Data                  |
| ------------------------ | ---------------- | ----- | -------- | --------------------- |
| Rekord świata            | Renaldo Nehemiah | 12,93 | Zurych   | 19 maja 1981(dts)     |
| Rekord mistrzostw świata | Greg Foster      | 13,22 | Helsinki | 12 sierpnia 1983(dts) |

## Wyniki

### Eliminacje
Rozegrano 5 biegów eliminacyjnych. Z każdego biegu dwóch najlepszych zawodników automatycznie awansowało do półfinałów (Q). Skład półfinalistów uzupełniło sześciu najszybszych biegaczy spoza pierwszej dwójki ze wszystkich biegów eliminacyjnych (q).

#### Bieg 1
| Poz. | Imię i nazwisko     | Narodowość        | Wynik  | Uwagi |
| ---- | ------------------- | ----------------- | ------ | ----- |
| 1    | Greg Foster         | Stany Zjednoczone | 13,20, | Q     |
| 2    | Colin Jackson       | Wielka Brytania   | 13,37  | Q     |
| 3    | Carlos Sala         | Hiszpania         | 13,48  | q     |
| 4    | Jiří Hudec          | Czechosłowacja    | 13,48  | q     |
| 5    | Florian Schwarthoff | RFN               | 13,72  | q     |
| 6    | Fabien Niederhäuser | Szwajcaria        | 14,04  |       |
| 7    | Erik Jensen         | Dania             | 14,06  |       |
| 8    | Mauricio Carranza   | Salwador          | 15,67  |       |

#### Bieg 2
| Poz. | Imię i nazwisko  | Narodowość      | Wynik | Uwagi |
| ---- | ---------------- | --------------- | ----- | ----- |
| 1    | Mark McKoy       | Kanada          | 13,50 | Q     |
| 2    | Arto Bryggare    | Finlandia       | 13,62 | Q     |
| 3    | Krzysztof Płatek | Polska          | 13,63 | q     |
| 4    | Lyndon Campos    | Brazylia        | 13,91 |       |
| 5    | Andrew Parker    | Jamajka         | 13,94 |       |
| 6    | Yu Zhicheng      | Chiny           | 13,97 |       |
| 7    | Antonio Lanau    | Hiszpania       | 14,25 |       |
| 8    | Wu Chin-jing     | Chińskie Tajpej | 14,45 |       |

#### Bieg 3
| Poz. | Imię i nazwisko  | Narodowość      | Wynik | Uwagi |
| ---- | ---------------- | --------------- | ----- | ----- |
| 1    | Jonathan Ridgeon | Wielka Brytania | 13,46 | Q     |
| 2    | Aleksandr Markin | ZSRR            | 13,56 | Q     |
| 3    | Aleš Höffer      | Czechosłowacja  | 13,70 | q     |
| 4    | Mikael Ylöstalo  | Finlandia       | 13,90 |       |
| 5    | Ulf Söderman     | Szwecja         | 14,01 |       |
| 6    | Luigi Bertocchi  | Włochy          | 14,02 |       |
| 7    | Judex Lefou      | Mauritius       | 14,35 |       |
| –    | Javier Moracho   | Hiszpania       | DNS   |       |

#### Bieg 4
| Poz. | Imię i nazwisko  | Narodowość        | Wynik | Uwagi |
| ---- | ---------------- | ----------------- | ----- | ----- |
| 1    | Jack Pierce      | Stany Zjednoczone | 13,51 | Q     |
| 2    | Nigel Walker     | Wielka Brytania   | 13,62 | Q     |
| 3    | Igors Kazanovs   | ZSRR              | 13,80 | q     |
| 4    | Thomas Kearns    | Irlandia          | 14,02 |       |
| 5    | Derrick Knowles  | Bahamy            | 14,39 |       |
| 6    | João Lima        | Portugalia        | 14,41 |       |
| –    | Jean-Marc Muster | Szwajcaria        | DNF   |       |
| –    | Stephen Kerho    | Kanada            | DNS   |       |

#### Bieg 5
| Poz. | Imię i nazwisko   | Narodowość        | Wynik | Uwagi |
| ---- | ----------------- | ----------------- | ----- | ----- |
| 1    | Stéphane Caristan | Francja           | 13,44 | Q     |
| 2    | György Bakos      | Węgry             | 13,76 | Q     |
| 3    | Cletus Clark      | Stany Zjednoczone | 13,84 |       |
| 4    | Michael Radzey    | RFN               | 13,82 |       |
| 5    | Gianni Tozzi      | Włochy            | 13,87 |       |
| 6    | Siergiej Usow     | ZSRR              | 13,90 |       |
| –    | Alain Cuypers     | Belgia            | DNF   |       |

### Półfinały
Rozegrano 2 biegi półfinałowe. Z każdego biegu czterech najlepszych zawodników awansowało do finału (Q).

#### Bieg 1
| Poz. | Imię i nazwisko     | Narodowość        | Wynik | Uwagi |
| ---- | ------------------- | ----------------- | ----- | ----- |
| 1    | Jonathan Ridgeon    | Wielka Brytania   | 13,34 | Q     |
| 2    | Greg Foster         | Stany Zjednoczone | 13,41 | Q     |
| 3    | Carlos Sala         | Hiszpania         | 13,60 | Q     |
| 4    | Arto Bryggare       | Finlandia         | 13,62 | Q     |
| 5    | Aleksandr Markin    | ZSRR              | 13,63 | '     |
| 6    | Krzysztof Płatek    | Polska            | 13,68 |       |
| 7    | Aleš Höffer         | Czechosłowacja    | 13,78 |       |
| 8    | Florian Schwarthoff | RFN               | 13,98 |       |

#### Bieg 2
| Poz. | Imię i nazwisko   | Narodowość        | Wynik | Uwagi |
| ---- | ----------------- | ----------------- | ----- | ----- |
| 1    | Mark McKoy        | Kanada            | 13,42 | Q     |
| 2    | Jack Pierce       | Stany Zjednoczone | 13,45 | Q     |
| 3    | Igors Kazanovs    | ZSRR              | 13,58 | Q     |
| 4    | Colin Jackson     | Wielka Brytania   | 13,58 | Q     |
| 5    | Stéphane Caristan | Francja           | 13,62 |       |
| 6    | Nigel Walker      | Wielka Brytania   | 13,68 |       |
| 7    | György Bakos      | Węgry             | 13,90 |       |
| 8    | Jiří Hudec        | Czechosłowacja    | 14,06 |       |

### Finał
| Poz. | Imię i nazwisko  | Narodowość        | Wynik | Uwagi |
| ---- | ---------------- | ----------------- | ----- | ----- |
| 1    | Greg Foster      | Stany Zjednoczone | 13,21 |       |
| 2    | Jonathan Ridgeon | Wielka Brytania   | 13,29 | [ 2 ] |
| 3    | Colin Jackson    | Wielka Brytania   | 13,38 |       |
| 4    | Jack Pierce      | Stany Zjednoczone | 13,41 |       |
| 5    | Igors Kazanovs   | ZSRR              | 13,48 |       |
| 6    | Carlos Sala      | Hiszpania         | 13,55 |       |
| 7    | Mark McKoy       | Kanada            | 13,71 |       |
| –    | Arto Bryggare    | Finlandia         | DNS   |       |